# 久本ドラマ
『久本ドラマ』（ひさもとドラマ）は、2004年10月14日の24:35 - 25:35（JST）にフジテレビ系列で放送された単発スペシャルのテレビドラマである。

## 概要
久本雅美のドラマ女優としての一面をフィーチャーしたスペシャルドラマである。かねてよりWAHAHA本舗の舞台で下ネタを披露し、バラエティ番組ではトークで視聴者に笑いを届けてきた久本だが、この番組では頑なまでに真面目な現代女性を演じている。
ドラマは2本仕立てのオムニバス形式。1本目の「殴る女」ではリアルタイムの動的な20分間が、2本目の「裸足の女」では緩やかに流れる静的な20分間がそれぞれ表現される。

## あらすじ

### 「殴る女」
夏休み直前の教室。PTA役員会議の真っ最中、女性教師（久本雅美）の身にトラブルが起こる。タイムリミットが迫るにもかかわらず、会議はなかなかまとまらない。彼女は窮地からの脱出を試みるが……。

### 「裸足の女」
ただ実直に生きてきた孤高のキャリアウーマン（久本雅美）は、男性社会の中でも甘えることなく、闘うようにして無味乾燥な日々を過ごしてきた。ふと息をついて裸足になる時、彼女は呪縛から解き放たれ……。

## キャスト・スタッフ

### 「殴る女」
キャスト
- 久本雅美
- 広岡由里子
- 阿南健治
- 須永慶
- 山下容莉枝
- 峯村リエ
- 小柳こずえ（現：西辻こずえ）

スタッフ
- 脚本 - 森下佳子
- 演出 - 池添博
- 演出補 - 府川亮介、相澤圭亮
- 記録 - 山本あけみ
- 撮影技術 - 近江正彦
- TP - 沼波圭介
- VE - 安部講志（阿部講志）
- 照明 - 紺野淳一
- 音声 - 船田浩二
- オフライン - 古屋信人
- 美術進行 - 杉山貴直
- メイク - 野口美香
- 衣装 - 飯田冴子

### 「裸足の女」
キャスト
- 久本雅美
- 風見章子
- 小林すすむ
- 坂口理香
- 大塚洋
- 飯塚俊太郎

スタッフ
- 脚本 - 山田あかね
- スチール - 山口圭介
- 演出 - 小松隆志
- 演出補 - 副島宏司、飛田一樹
- 記録 - 金丸律子
- 制作 - 市川幸嗣
- 制作進行 - 星雅晴
- 撮影技術 - 柳田裕男
- TP - 小関進
- VE - 横田久雄
- 照明 - 山﨑友久
- 音声 - 岡本立洋
- オフライン - 足立浩
- 美術進行 - 末松隆
- メイク - 佐藤恭子
- 衣装 - 金子光浩

## 共通スタッフ
- プロデューサー：瀬崎一世、小竹実千代（共にイースト）
- 総合演出：今井康之（イースト）
- タイトルバック：武藤政彦
- 企画協力：都築浩
- 編成：大辻健一郎、中野利幸（共にフジテレビ）
- 音響効果：泉清二
- MA：松川智美
- 編集：坂口信彦（ザ・チューブ）
- 美術：本田邦宏（フジアール）
- 久本雅美スタイリスト：山口けいこ
- 久本雅美メイク：白井ユリ
- 制作：イースト、フジテレビ